# 艾达·阿卜杜拉耶娃
阿卜杜拉耶娃·艾达·哈姆杜拉·吉兹（1922年4月23日—2009年4月11日）是阿塞拜疆-苏联竖琴师、教师、巴库音乐学院教授、阿塞拜疆竖琴表演学院创始人，阿塞拜疆苏维埃社会主义共和国荣誉艺术家（1972年）。她被称为第一位阿塞拜疆竖琴手。

## 生活与教育
艾达·阿卜杜拉耶娃于1922年4月23日出生于巴库。1940年，她从十年制高中毕业，在著名作曲家于澤爾·哈策貝育夫的帮助下进入莫斯科音樂學院学习。第二次世界大战开始后，阿卜杜拉耶娃在1941年回到巴库并受雇于歌剧和芭蕾舞剧院的管弦乐队。1942 年秋天，阿卜杜拉耶娃和她的家人遭到镇压并被驱逐到哈萨克斯坦。直到1943年，她才在于澤爾·哈策貝育夫的帮助下返回巴库，继续在巴库国立音乐学院学习，开始在共和国广播委员会的交响乐团工作。
1944年，阿卜杜拉耶娃在于澤爾·哈策貝育夫的帮助下回到莫斯科音乐学院学习。她在Ksenia Erdeli的指导下学习。1949年，阿卜杜拉耶娃毕业于莫斯科音乐学院。同年，音乐学院院长让她开始教授竖琴课。

## 职业生涯
从1950年开始到她生命的尽头，阿卜杜拉耶娃一直在巴库音乐学院工作。在1970年代，阿卜杜拉耶娃组织了她的学生中的第一个竖琴四重奏。在音乐学院60多年的工作中，她培养了超过25名专业人士，成为各种著名比赛的获奖者。
1972年，阿卜杜拉耶娃被授予阿塞拜疆荣誉艺术家称号。
1985年，她出版了一本很有价值的教材《音乐学校竖琴课教学大纲》。
阿卜杜拉耶娃转录了菲克列特·阿米罗夫的许多戏剧，保留了作曲家的风格和阿塞拜疆音乐的民族性。
阿卜杜拉耶娃嫁给了雕塑家托凯·马马多夫。
艾达·阿卜杜拉耶娃于2009年4月11日在巴库去世。2012年4 月，巴库爵士中心举办了一场纪念阿卜杜拉耶娃90岁生日的活动。